# 피오 (프로게이머)
피오(본명: 차승훈, 1996년 3월 24일 ~)는 대한민국의 배틀그라운드 프로게이머이다. 아이디는 Pio이며, 현재 Gen.G 소속이다.
2022년, 피오의 등번호 10번은 Gen.G 배틀그라운드 부문에서 영구 결번되었다.

## 선수 생활
2017년 12월, Talk Too Much에 입단하면서 커리어를 시작했다.
2018년 7월, GC 부산 자이언트에 입단했다.
2019년 1월, OP 게이밍 헌터스에 입단했다.
2019년 4월, Gen.G에 입단했다. 2021 펍지 위클리 시리즈: 동아시아 페이즈 2에 참가하여 팀의 우승에 기여, 최우수 선수로 선정되었다. 2021 한중일 e스포츠 대회 배틀그라운드 부문에 참가하여 우승을 달성했다. 펍지 글로벌 챔피언십 2021에서는 10위를 기록했다. 이후 은퇴를 선언하면서, 팀에서 퇴단했다. 피오가 사용한 10번은 영구 결번으로 지정되었다.
2022년 2월, 배고파에 입단했다.

## 소속팀
| # | 팀명             | 소속 기간               | 소속 리그        | 비고           |
| - | ---------------- | ----------------------- | ---------------- | -------------- |
| 1 | Talk Too Much    | 2017.12. ~ 2018.03.     | PKL              |                |
| 2 | GC 부산 자이언트 | 2018.07. ~ 2019.01.23   | PKL              |                |
| 3 | OP 게이밍 헌터스 | 2019.01.24 ~ 2019.04.29 | PKL              |                |
| 4 | Gen.G            | 2019.04.29 ~ 2022.01.02 | PKL PWS          | 영구 결번 (10) |
| 5 | 배고파           | 2022.02.24 ~ 2022.11.15 | PLS PWS 아마추어 |                |
| 6 | Gen.G            | 2023.02.14 ~2024.01.09  | PWS              |                |
| 7 | 무소속           | 2024.01.09 ~            | 유튜브           |                |

## 수상 내역
- 2019 핫식스 펍지 코리아 리그 페이즈 2 우승
- 2019 핫식스 펍지 코리아 리그 페이즈 2 최우수 선수
- 2019 MET 아시아 시리즈: 펍지 클래식 우승
- 펍지 네이션스 컵 2019 준우승
- 펍지 글로벌 챔피언십 2019 우승
- 펍지 재팬 시리즈 윈터 인비테이셔널 2019 우승
- 펍지 재팬 시리즈 윈터 인비테이셔널 2019 Most Kills
- 배틀그라운드 위클리 시리즈 페이즈 1 4주 우승
- 배틀그라운드 위클리 시리즈 페이즈 1 5주 우승
- 배틀그라운드 위클리 시리즈 페이즈 2 2주 준우승
- 배틀그라운드 위클리 시리즈 페이즈 2 최우수 선수
- 2021 펍지 위클리 시리즈: 동아시아 프리시즌 3위
- 2021 펍지 위클리 시리즈: 동아시아 페이즈 1 준우승
- 펍지 콘티넨탈 시리즈 4 아시아 11위
- 2021 펍지 위클리 시리즈: 동아시아 페이즈 2 우승
- 2021 펍지 위클리 시리즈: 동아시아 페이즈 2 최우수 선수
- 펍지 콘티넨탈 시리즈 5 아시아 9위
- 펍지 콘티넨탈 시리즈 5 아시아 Kill Leader
- 2021 한중일 e스포츠 대회 배틀그라운드 우승
- 펍지 글로벌 챔피언십 2021 10위
- 2022 펍지 레벨업 쇼다운 시즌 2 우승
- 펍지 콘티넨탈 시리즈 7 3위